# Nigerija
Nigerija (eng.: Federal Republic of Nigeria, hausa: Jamhuriyar Taraiyar Nijeriya, igbo: Ọ̀hàńjíkọ̀ Ọ̀hànézè Naìjíríyà, joruba: Orílẹ̀-èdè Olómìniira Aláàpapọ̀ Nàìjíríà) je država u zapadnoj Africi. Na jugu izlazi na Gvinejski zaljev, koji je dio Atlantskog oceana. Na zapadu graniči s Beninom, na sjeveru s Nigerom, na sjeveroistoku s Čadom te na istoku s Kamerunom. Nigerija je po broju stanovnika daleko najveća afrička zemlja.

## Povijest
Prva poznata civilizacija na nigerijskom području bila je ona naroda Nok koji je od 500. pr. Kr. do 200. posl. Kr. živio na visoravni Josu, a po stupnju razvoja pripadao je željeznom dobu. 
Sjevernom je Nigerijom od 9. stoljeća tijekom više od 600 godina dominiralo trgovačko carstvo Kanem-Bornu sa sjedištem oko jezera Čad. Svoju je moć temeljilo na prekosaharskoj trgovini sa sjevernoafričkim Berberima. Početkom 19. stoljeća islamski reformator Usman dan Fodio podvrgnuo je kontroli naroda Fulani velik dio nigerijskog sjevera. Od 15. do 17. stoljeća na jugozapadu se razvilo Carstvo Oyo naroda Yoruba, a na jugoistoku carstvo Benin naroda Edo.
Europski su trgovci u razdoblju od 17. do 19. stoljeća na obali uspostavili postaje za trgovinu robovima koje su transportirali na američki kontinent. Prvi Europljani koji su vidjeli obalui današnje Nigerije bili su članovi posade jedne portugalske lađe 1472. godine. Godine 1786. u Nigeriji se mogao kupiti rob za 2 funte, a prodati u Americi za 65 funti. U tom je dobu godišnje prevoženo preko Atlantika i više od 100 000 robova. Još 1847., nakon što su mnoge države načelno zabranile trgovinu robljem, iz Afrike je u cijeli svijet odaslano preko 80 000 pripadnika roblja. U 19. su stoljeću robovi kao glavna roba zamijenjeni drugim dobrima, na primjer palminim uljem. Robovanje u Nigeriji stavljeno je van zakona tek 1901. godine, a kućni robovi postojali su i ranih 1950-ih.
Na prijelazu 19. u 20. stoljeće područje Nigerije kolonizirala je Velika Britanija, ispočetka je podijelivši na Sjevernu i Južnu Nigeriju. Obje su kolonije ujedinjene 1914. Britanci su lokalnim poglavarima ostavili značajne ovlasti, osobito na islamskom sjeveru, dok je jug kristijaniziran, a donekle i europeiziran, što je pogodovalo gospodarskom razvoju i učinilo jug bogatijim, a njegove stanovnike bolje obrazovanima. Lagos, stavljen pod britansku upravu tek 1906., imao je ranih 1950-ih 270 000 stanovnika. Od toga su tek 4 000 bili Europljani, a u samome središtu grada živjelo je 28 000 ljudi na 24 ha zemlje. 
Piramide u Kanu, podvrgnutom britanskoj upravi tek 1903., odlikuju se time što svaka sadrži 767 t kikirikija. Iz Kana su Britanci održavali zračnu crtu za Meku, kako bi nigerijski muslimani hodočastili. Let je koštao 149 funti, a godine 1953. bilo je 1 159 putnika. Na islamskom sjeveru Nigerije bila su potkraj kolonijalnog doba 52 emira, a svaki je godišnje dobivao 7 000 funti plaće i 300 funti za svoje kućanstvo. U pokrajini Sokoto točno je 30 bijelaca uz pomoć 300 nenaoružanih crnih policajaca vladalo nad 1 500 000 stanovnika. Fulani su bili vladajuća klasa, a pripadnike naroda Hausa su držali kao kmetove pošto su ih 1800. pod vodstvom ratnika Osmana Dan Fodija podjarmili džihadom, te uspostavili svoje carstvo. U Sjevernoj Nigeriji zabilježeno je ranih 1950-ih čak 40 000 slučajeva gube, a bilharzija je već dosegla 80%.
Nakon Drugog svjetskog rata Britanija je kao odgovor na rastući nigerijski nacionalizam započela prijenos vlasti na domaće stanovništvo u okviru federalne strukture uvjetovane antagonizmom velikog broja etničkih skupina i dviju glavnih religija, kršćanstva i islama. Potkraj kolonijalnoga doba u Nigeriji su od oko 35 000 000 stanovnika tek 1 750 bili bijelci. Godine 1960. zemlja je postala neovisna federacija triju regija koje su zadržale velik stupanj samouprave. Od 1933. do 1954. nigerijski nacionalni dohodak je ušesterostručen. Te godine zemlja je imala 509 liječnika, 41 kino i 12 dnevnih listova. Samo oko 20 000 žitelja imalo je završenu srednju školu, a oko 95 % je bilo nepismeno. Sveučilišni koledž u Ibadanu otvoren je 1952. godine, a posjedovao je knjižnicu od 100 000 knjiga. Postojala je samo 1 600 km duga željeznička pruga od Lagosa do Porto Harcourta.
U 1966. u zemlji su se dogodila dva uzastopna državna udara u kojima su dominaciju preuzeli vojni časnici, prvo s juga, a onda sa sjevera zemlje. Nedugo nakon toga jugoistočna je regija u kojoj je većinu činio narod Igbo, izložen progonima na sjeveru, proglasila neovisnost kao Republika Biafra, čime je započeo troipolgodišnji građanski rat; Biafra je uz velike ljudske žrtve pobijeđena. U Nigeriji je 1960-ih vođen građanski rat nakon kojeg je vlada generala Yakobua uspostavila mir podijelivši zemlju na 12 saveznih država umjesto na dotadašnje 4 potpuno umjetne pokrajine, ostavštinu kolonijalnog doba u kojem su bijelci iscrtali granice nimalo ne poštujući povijest i etnički zemljovid kontinenta. U sedamdesetima je u Nigeriji počelo vađenje nafte, ali prihodi od njene prodaje nisu značajnije doprinijeli poboljšanju životnog standarda većine stanovništva.
Od 1970. do 1998. na vlasti su se smjenjivale vojne i korumpirane civilne vlade. Osobito je zloglasan bio režim generala Sanija Abache (1993. – 1998.) za vrijeme kojeg su pogubljeni brojni politički protivnici, među njima i poznati novinar Ken Saro-Wiwa. Nakon Abachine smrti održani su slobodni predsjednički izbori na kojima je pobijedio predsjednik Olusegun Obasanjo. Krajem svibnja 2007. godine, nakon održanih izbora, predsjednik Nigerije postao je Umaru Yar'Adua.

## Zemljopis
Na sjeveru i jugu zemlje nalaze se ravnice i brežuljkasta područja, središnji dio zauzima visoravan Jos, dok se na istoku iz Kameruna nastavlja visoravan Adamwa u kojoj je i najviši vrh, Dimlang (2042 m). Glavne nigerijske rijeke su Niger, po kojem je zemlja dobila ime, i Benue, njegov lijevi pritok. Veći dio Benuea plovan je, kao i donji tok Nigera, koji na ušću u Gvinejski zaljev tvori deltu, najveću u Africi.
Najveći gradovi su bivši glavni grad Lagos, Ibadan, Port Harcourt, Kano i glavni grad Abuja, s čijom se gradnjom započelo 1970-ih.

## Stanovništvo
Današnje nigerijske granice određene su dogovorima europskih država u 19. stoljeću i ne podudaraju se s etničkim, vjerskim ili jezičnim podjelama tako da je Nigerija među etnički najšarolikijim zemljama svijeta s oko 250 naroda. Najveće skupine su: na sjeveru Hausa-Fulani (29%), uglavnom muslimani, na jugozapadu Yoruba (21%) većinom kršćani uz nešto muslimana i animista, te na jugoistoku Igbo (Ibo, 18%), kršćani. Jezik Hausa pripada Afro-azijatskoj jezičnoj porodici čiji su članovi i npr. berberski i semitski jezici, dok su jezici Yoruba i Igbo u Benue-kongoanskoj skupini Nigersko-kongoanske porodice.
Narod Igbo na istoku brojio je ranih 1950-ih oko 4 000 000 pripadnika, podijeljenih na najmanje 2 000 zasebnih jedinica. Nisu imali poglavice, a vršili su obrezivanje žena. Nevjeste su kupovali blagom, mjedenim šipkama, radom, puškom ili gotovinom. Nisu poznavali poljubac u usta, a njihov izraz za voditi ljubav doslovce preveden znači "gledati u oči". Grijeh je voditi ljubav po danu ili na novo pooranoj zemlji. Još 1945. događali su se pojedini slučajevi kanibalizma u zemlji Iboa. U njihovoj tradiciji postojali su ljudi-leopardi, ubojice iz vjerskih pobuda, koji se oblače u leopardova krzna i sakate žrtve čeličnim kukama-kandžama. Godine 1947. 70 od ovih ubojica bilo je uhvaćeno, osuđeno i smaknuto.
Narod Joruba odlikuje se mnogim jedinstvenim običajima. Primjerice, očevo imanje nasljeđuje sin, a majčino kći. Cijene gotovo 400 bogova, a najvažniji je Olorum, čije ime znači "vlasnik nebesa". Jedno manje božanstvo je "bi", bog malih boginja (kozica). Do 1900. bio je običaj glavu nižeg poglavice, kad umre, poslati oniju od Ife kao znak štivanja. Američki antropolog William T. Bascom opisuje kako su neki potomci robova iz plemena Joruba na Kubi zadržale svoje stare običaje. Hrane se i žrtvuju životinje kao Jorube, a vjerovanja u neka svoja božanstva pomiješali su s kršćanstvom. Za njih je Ivan Krstitelj bog Ogun, a pjesme na mješovitom jorupsko-španjolskom znao je emitirati havanski radio.
Najbrojnija vjerska zajednica u zemlji iz popisa 2018. godine su muslimani (53,5 %) kršćani (45,9%, od čega su većina Protestanti, a oko 25% katolici) i ostatak su pripadnici domaćih vjera 0.6%.
U posljednjih nekoliko godina vjerske su razlike izbile u prvi plan, osobito na sjeveru gdje je u nekim federalnim jedinicama uveden u cijelosti ili djelomično islamski šerijatski zakon.

## Jezici Nigerije
Na području Nigerije priznato je 527 individualnih jezika, od kojih je 514 živih, 11 je nestalih  (izumrlih) i dva su nematerinska, koji se govore samo kao drugi jezici. Nacionalni ili službeni su Edo jezik, efik, adamavski fulfulde, Hausa jezik, idoma, igbo, centralnokanurski, yoruba, engleski.

## Gospodarstvo
Unatoč naftnom bogatstvu nigerijsko je gospodarstvo dugo bilo opterećeno političkom nestabilnošću, korupcijom, neodgovarajućom infrastrukturom i slabim upravljanjem. Civilni su i vojni političari u proteklih nekoliko desetljeća pronevjerili velike iznose. Pod novom demokratski izabranom vladom pokrenute su, iako postupno, gospodarske reforme. Naftni sektor još uvijek čini 20% BDP-a, sudjeluje s oko 95% u ukupnom izvozu i doprinosi 65% proračunskih prihoda. Uglavnom nekomercijalni poljoprivredni sektor ne može se nositi s povećanjem broja stanovnika pa je Nigerija uvoznik hrane.
BDP je za 2005. procijenjen na 1200 USD po stanovniku (mjereno po PPP-u). 2011. je procijenjeno da je BDP skočio na 2600 USD po stanovniku i očekuje se da će do 2025. Nigerija ući u 20 najrazvijenijih svjetskih ekonomija.

## Vanjske poveznice
Vlada
- Vlada Nigerije  Arhivirana inačica izvorne stranice od 27. studenoga 2004. (Wayback Machine) službena stranica
- National Population Commission of Nigeria  Arhivirana inačica izvorne stranice od 1. rujna 2006. (Wayback Machine)

Nigerijski portali
- Nigerian Circle - Nigeria  Arhivirana inačica izvorne stranice od 29. kolovoza 2006. (Wayback Machine) Rasprave, politika, zabava

### Ostali projekti
|  | Zajednički poslužitelj ima stranicu o temi Nigerija    |
|  | Zajednički poslužitelj ima još gradiva o temi Nigerija |
|  | Zajednički poslužitelj sadrži atlas Nigerija           |